# 이기축
이기축(李起築, 1589년 10월 7일 ~ 1645년 6월 6일)은 조선시대 후기의 왕족 출신 무신이다. 본관은 전주(全州)이고 초명은 기축(己丑), 자(字)는 희설(希說) 또는 희열(希說), 기축(己丑), 시호는 양의(襄毅)이다. 효령대군 이보의 8대손으로 왕족 출신이었으나, 그는 서자였다. 무과에 급제한 후 사촌 형 이서(李曙)가 1622년(광해군 14) 장단부사(長湍府使)로 부임할 때 함께 내려가 반정을 모의하고 능양군의 집에 자주 출입하며 모의하였다.
얼자 출신이며, 젊어서 한때 가난하여 타인의 집 머슴으로도 생활하였다. 아버지 이경유에게 정실 아들이 있었지만 일찍 죽어, 성서탈적되었다. 이후 무과에 급제, 선전관, 충좌위부사과 등을 거쳐 그뒤 이서, 이귀 등과 반정에 가담, 1623년(광해군 14) 장단에서 군사를 이끌고 선봉장이 되어 입성했고, 반정이 성공하자 인조반정에 참여한 공로로 정사공신 3등(靖社功臣三等)에 책록되고 완계군(完溪君)에 봉군되었으며 금군장(禁軍將)이 되었다. 이후 수별장, 호위별장, 오위장(五衛將), 군문천총별장(軍門千摠別將) 등을 역임했다. 1627년(인조 5년) 정묘호란 때 인조를 남한산성으로 수행하고, 1636년(인조 14년) 병자호란 때 역시 인조를 남한산성에 호종했으며, 어영별장(御營別將)으로 활약하였다. 이듬해 완성군(完成君)에 봉군되고 다시 완계군으로 개봉되었다. 정축하성 후 청나라에 인질로 끌려가는 소현세자 내외의 배종신이 되자 처음에는 거절당했고, 뒤에 배종신으로 다시 선양(瀋陽)에 갔다가 3년 뒤 병으로 귀국하였다. 1642년(인조 20) 장단부사가 되었으나 모친의 병으로 사퇴했다. 증 한성부 판윤에 추증되었으며, 경종 때 양의(襄毅)의 시호가 추증되었다.
1634년 조정 대신들을 모욕했다가 그해 3월 사헌부지평 박수홍(朴守弘)에게 천얼 출신이 오만하다는 성토를 당했고, 심양에 볼모로 가는 소현세자의 배종신으로 임명되었을 때는 서얼이기 때문에 영을 세울수 없다며 처음에 소현세자로부터 수행원직을 거부당하기도 했다. 맨손으로 호랑이 등을 상대했지만 배움이 짧은 그를 인조반정 공신들에게 연결시켜준 것은 그의 처 단양 우씨 또는 중인 출신 첩인 공주 정씨였다는 전승도 전한다. 임진왜란 때의 장군 이경록의 조카이며, 인조반정의 주동자인 이서의 사촌 동생이다. 정조 때의 작가 이옥의 고조부가 된다.

## 생애

### 출생과 가계
이기축은 1589년(선조 22) 11월 14일(음력 10월 7일) 충청도수군절도사를 지내고 사후 완원군(完原君)에 추봉된 이경유(李慶裕)와 그의 첩인 고씨 사이에서 서자로 태어났다. 그에게는 이기집(李起集)이라는 이름의 친형이 하나 있었던 것으로 추정된다. 승정원일기에는 1633년 10월 1일 그의 어머니의 병환으로 집 종이 정장을 올려 이기축의 소환을 청하는 내용 중, 이기축과 이기집이라는 사람이 각각 나뉘어서 기재되어 있다. 그런데 일설에는그가 천민 여성에게서 나온 얼자라는 설이 있고, 사촌형 이서 역시 그를 서족이 아닌 얼속으로 칭한 기록도 있다. 처음 이름은 기축년에 태어났다 하여 기축(己丑)이고 뒤에 인조가 이름을 지어주어 기축(起築)이 되었다. 자는 희열(希說)이다. 그는 왕족으로 조선 태종의 차남 효령대군 이보(孝寧大君 李補)의 7대손이었다.
효령대군 이보의 7대손으로 6대조는 의성군 이채(誼城君 李宷), 5대조는 운림도정 이핍(雲林都正 李愊)이다. 왕족으로서의 예우는 고조부 파성군 이철동(把城君 李哲仝)에게서 끝이 났다. 
그의 고조부 파성군 이철동(把城君 李哲仝)은 서자였는데, 파성군이 서자인 것은 윤근수가 그의 아버지 이간의 묘비문을 지을 때 종실에서는 적서(嫡庶)를 따지지 않지만 파성군 위로는 모두 적파(嫡派)라고 언급하면서 알려지게 되었다. 파성군은 본래 파성부정에 제수되었다가 정으로 승작된 뒤, 노인직으로 정의대부를 제수받고 군이 되었다. 증조부 이광윤(李光胤)은 풍덕군수이고, 사후 증 가선대부 병조참판과 증 자헌대부 형조판서로 거듭 증직되었다. 할아버지 이간(李幹)은 음서로 관직에 올라 군수와 오위장을 역임했고, 증 자헌대부 병조판서와 증 의정부좌찬성에 추증되었다. 큰아버지 이경록(李慶祿)은 충의위로 군문에 투신하고 무과에 급제한 뒤, 임진왜란 때의 조선군의 지휘관의 한 사람이었다.
아버지 이경유는 무과에 급제하여 전라좌도수군절도사, 군수를 지냈으며 선무원종공신에 책록되었다. 뒤에 그가 인조반정에 공을 세운 것으로 다시 증 가선대부병조참판과 증 자헌대부 병조판서에 추증되고 완원군(完原君)에 추봉되었다. 그러나 그는 서자였는데 어머니 고씨는 옥구현감 고언명(高彦命)의 서녀이며, 임진왜란 때의 의병장 고경명의 조카딸이었다. 중종~명종 때의 문신 고맹영은 고씨부인의 할아버지였다. 그러나 일설에는 그가 얼자는 견해도 존재하는데, 완풍군 이서가 서족이 아닌 얼속이라고 칭하기도 했다.
이복 형 이정(李日+丁)이 있었고, 친동생으로는 이상(李㫾)이 있었다. 이복 누이는 첨정 이경항에게 출가했는데, 예송논쟁 당시 남인 논객이던 이서우(李瑞雨)가 그의 외조카가 된다. 한때 그의 형 이정의 이름인 정이 그의 아명 또는 처음 이름으로 알려졌으나, 1970년 이후 국사편찬위원회와 에드워드 와그너 등이 각각 조선의 문,무과 방목을 한글로 해석, 정리하는 과정에서 그의 동생 이상의 안항 란에 형 이기축, 적형 이정으로 된 것이 발견되었다. 무과방목에는 등재되어 있지 않으나, 승정원일기에는 그의 일찍 죽은 친형으로 추정되는 이기집(李起集)이라는 인물도 나타난다.
일찍이 그는 겁이 없고 힘이 세서, 무기 없이 맨손으로 호랑이나 들짐승을 상대했다 한다.

### 소년기와 청년기
그의 아버지 이경유는 연일정씨(延日鄭氏) 정희석(延錫禧)의 딸과 결혼했으나 자녀가 없었고, 다시 죽산박씨(竹山朴氏) 병절교위(秉節校尉) 박문좌(朴文佐)의 딸과 재혼하였다. 그는 본래 서자 또는 얼자로 태어났으나, 이경유의 계비 죽산박씨에게 얻은 아들 아들 이정(李日+丁)이 일찍 죽었지만 아버지 이경유는 양자를 들이지 않았다. 뒤에 인조 반정 후 정사공신(靖社功臣)에 녹훈(錄勳)되면서 승적(承嫡)되었다. 사촌 형 이서는 반정 직후의 논공행상 과정에서 그가 자신의 얼속이라 칭하기도 했다.
어릴 때부터 비범했다 하며, 궁마(弓馬)로 단련하였다. 소년기의 절친한 친구의 한 사람은 정원군의 아들 능양군이었는데 후일 그를 임금으로 받들게 된다. 그의 첫 이름이자 소자(小字)는 기축(己丑)인데 후일 인조반정 후 임금이 된 인조가 "나는 이기축(李起築)과 어린 시절 함께 놀아 아명(兒名)을 부르는 데 익숙하다. 이번에 녹훈할 때도 그 아명으로 쓰는 것이 마땅할 것이다."라고 하여 그의 이름을 첫 이름이자 소자와 이름이 비슷한 기축(起築)으로 지어주었다. 이후 성년이 된 뒤에도 능양군(綾陽君)의 사저를 왕래하면서 교류하였다.
그는 날짜는 정확하지 않으나 15~16세 연하의 부인 단양우씨와 결혼했는데, 국조인물지와 의령현감을 지낸 서유영이 쓴 금계필담 등에는 그의 부인 단양우씨가 강원도 춘천 출신으로 고아였다. 금계필담, 국조인물지 등에 의하면 단양우씨가 한성으로 올라왔다가 그를 본 뒤, 그의 관상을 보고 청혼하였다 한다. 우씨는 일찍 고아가 되었지만 성품이 쾌활하고, 관상을 볼 줄 알았으며, 입담이 좋았다. 노비와는 달리 양민 출신 하인이 머슴인데, 결혼 직후 한양 근처의 어느 양반가에 신분을 숨기고 머슴살이를 1간 한 뒤, 재산을 마련해서 양반가를 나왔다. 이후 부인 우씨는 서대문 밖에 주점을 차렸다 한다. 이후 이귀 등 인조반정에 가담하는 인사들이 일부 우씨의 주점을 찾았고, 어느날 우씨는 사람을 시켜 능양군에게 탕방걸(湯放桀)이라는 글자가 쓰인 쪽지를 보냈다. 쪽지를 본 능양군이 당황해 하여 우씨를 죽이려 하자, 자신을 믿고 남편을 반정군에 끼워달라고 부탁했다고 한다.
다른 전승에 의하면 이기축을 반정으로 이끈 인물은 그의 첩 동정월(洞庭月)이라 한다. 동정월은 정씨(鄭氏)로, 평양부의 기생이었는데, 사대부가 또는 공주군 향리의 딸이었다. 아버지가 생존해 있었는데 정씨(鄭氏)가 이기축을 보고, 자신의 남편으로 삼겠다고 했다. 서출이었던 그는 한때 정씨 집압에 머슴노릇을 하기도 했다. 그러자 그녀의 아버지는 반대했지만 그의 관상을 알아본 정씨 여인이 청하여 그를 남편으로 정했다 한다. 결혼 후 어느날 정씨가 이기축에게 글을 배우게 했고, 어느 병서의 내용을 짚은 뒤 신무문 밖에 가서 이귀 등에게 묻게 했다 한다. 이귀가 이를 보고 이것이 뭐냐고 묻자, 그 뜻을 어떻게 아느냐 했고 이기축은 자신의 아내가 잘 안다고 하였다. 이기축은 주막으로 이귀 등을 데려왔고, 동정월 정씨는 자신의 남편이 글은 짧아도 힘이 세고 담력있는 장사이니 거사에 참여시켜달라고 부탁했다는 것이다.
이기축의 첩 정씨가 공주 향리의 딸이라는 전승은 1930년대의 잡지 별건곤 제28호에 <仁祖反正의 裏面史>라는 제목으로 실려서 보도되기도 했고, 정씨가 평양 기생이었다는 설은 김동인의 소설 술값 외상의 소재가 되기도 했다. 이는 야사집인 청구야담(靑邱野談)에도 실렸고, 19세기 인물 최영년(崔永年)의 설화 모음집 《실사총담 (實事叢談)》에도 수록되어 있다. 별건곤 제71호(1934년 3월 1일)에 "四千年史外史, 仁祖反正時 秘話, 反正亂中 三大 女傑"에도 작가 수춘산인(壽春山人)의 기고문에도 언급되었다.

### 과거 급제와 인조 반정
1620년(광해군 12) 무과(武科)에 급제, 선전관, 충좌위 부사과(忠佐衛副司果) 등을 지냈다. 당시 장단부사(長湍府使)로 있던 사촌형 이서(李曙)는 광해군의 인목대비 폐모론과 인목대비의 서궁 유폐에 분개해 반정(反正)을 모의하였고, 김류, 이귀 등과도 기맥이 통하였다. 이때 이기축은 적 사촌형 이서와 서로 지기(志氣)가 통하여 능양군(綾陽君)에게 접근, 능양군의 별장과 장단군 사이를 거의 매일 오고 가면서 거사를 준비, 동태를 보고하고 연락을 맡았다. 힘이 장사였지만 그가 인조 반정에 참여할 수 있었던 것은 힘이 장사라서가 아니라 성품이 우직하여 믿을 수 있었기 때문이었다.
1623년(광해군 15년) 3월 12일 이기축은 범몰이를 핑계로 장단군의 병력을 이끌고 선봉장으로 한성부 연서역(延曙驛)에 들어왔다. 이어 김류, 이귀, 이괄 등이 이끄는 군사가 도성을 점령하고 반정이 성공하였다. 계획 시간보다 늦었는데, 군사 모이는 시간이 늦어졌기 때문에 능양군은 초조해하며 몸소 앞으로 마중을 가서 연신내 연서역(延曙驛)에 가서 장수들을 기다리다가 이기축을 만났다. 이기축은 말에서 내려 길 왼편에 엎드려서 장단군 군사가 온다고 보고하자, 능양군은 자기의 도포를 벗어서 입혀주었다. 정재륜의 동평위공사견문록에 의하면 이때 능양군을 임금으로 추대하기로 하고 일이 이미 정해졌으나, 그중 뒤에서 권모술수를 부리는 자들이 있어서 인조는 그들이 계획을 앞두고 번복하거나 등돌릴까 염려하여 직접 연서역에까지 간 것이라 한다. 3월 13일 밤에 그는 비밀리에 군사를 이끌고 창의문(彰義門)으로 들어가 임금 광해군과 왕족을 습격하였다. 그가 창의문을 통해 궁궐로 잠입한 뒤 이귀(李貴), 이서(李曙), 최명길(崔鳴吉), 김류(金瑬) 등이 들어왔다.
3월 13일 반정이 성사된 직후에도 인조는 그가 가장 먼저 선봉으로 한성에 들어온 것을 기념하여, 여러 장수들이 모인 가운데 친히 그를 소환하여 어포(御袍)를 벗어 그에게 입혀주기도 했다. 반정 직후 인조는 말하길, "내가 기축과 더불어 아이 적에 서로 놀아 아명을 익히 불렀으니 이제 이 녹훈(錄勳)에는 아명으로 기록케 하라."하고 수일 후에 친히 이름을 '기축'(起築)이라고 이름을 써서 내려주었다. 소자(小字)가 기축(己丑)이어서 글자의 음이 서로 같으므로 고쳐 쓴 것이다.
1623년(인조 1년) 인조 즉위 후, 반정에 참여한 공으로 그해 10월 분충찬모정사공신 3등(奮忠贊謨靖社功臣三等)에 책록되고, 완계군(完溪君)에 봉해졌다. 절충장군(折衝將軍)으로 승진하여 곧 금군장(禁軍將)이 되었고, 이어 수별장(首別將)이 되었다. 그해에 다시 통정(通政)으로 가자되었다. 1626년(인조 4년) 4월 절충장군 행다대포진수군첨절제사(折衝將軍 行多大浦鎭水軍僉節制使)가 되었다가 다시 내직으로 돌아와 별장이 되었다.
1627년(인조 5년) 정묘호란 당시 인조를 호종하여 남한산성까지 수행하였다. 1628년 9월 26일 가선대부(嘉善大夫)가 되고, 1629년 2월 11일 위원군수(渭源郡守)로 부임하였다. 인조는 그에게 궁시를 주지 못하여 그가 부임한 뒤에 사자를 보내 궁시를 하사하였다.
1629년 11월 위원군수로 재직 중, 지역 관아의 병사 최세남(崔世男)과 최응주(崔應周) 및 위원읍 읍민이 허가를 받지 않고 국경을 넘어 인삼을 채삼(採蔘)한 사건으로 헌부의 탄핵을 받고 파직되었다. 국경을 넘어 인삼을 캐러 갔던 이들 중 최세남과 최응주가 끝내 돌아오지 않아 보고가 들어갔던 것이다. 곧 복관되었다. 1633년 10월 어머니에게 병이 있다는 집 종의 보고에 의해, 체직되고 양주로 돌아왔다. 이후 호위별장(扈衛別將)이 되고, 다시 금군장이 되었다가 오위장(五衛將), 군문천총별장(軍門千摠別將) 등을 지냈다. 그 뒤 1635년 삭주부사가 되었다가 근무 중 술을 마시고 술취한 것이 적발, 죄가 되어 결국 양사의 탄핵을 받고 파직되었다.

### 병자호란 전후
1633년(인조 11년) 10월 숙위장(宿衛將)으로 있다가 어머니의 병을 이유로 말미를 청하였다가 병조의 건의로 체직되었다. 1634년(인조 12년) 조정 대신들을 무시했다가 그해 3월 사헌부지평 박수홍(朴守弘)에게 탄핵당했으나 왕이 듣지 않았다. 박수홍은 "전 부사(府使) 이기축은 본래 천한 서얼(庶孼)로서 미친 듯이 날뛰며 제멋대로 구는 것을 일생의 능사(能事)로 여겼는데, 삭주(朔州)에 제수되고서는 대신(大臣)에게도 역사(歷辭)하지 않고 대간(臺諫)에게도 역사하지 않았습니다. 게다가 지엄하신 성상이 계시는 곳에서도 말투가 거칠고 오만하였으니, 교만하고 방자한 버릇을 따끔하게 징계하지 않아서는 안 됩니다. 더구나 지금 삭주는 아주 멀리 떨어진 변방의 위태로운 지역입니다. 사람들이 더러 말하기를, 저 이기축은 부임하기 싫어 피하려는 마음이 가득하여 ...이하중략... 실상이 혹 이와 같은데도 체차하는 데 그치고 만다면 교묘히 회피하려는 그의 잔꾀를 이루어 줄 뿐이"라며 그를 비판하였다. 이후에도 여러번 그를 논핵하는 상소를 올렸지만 인조가 무마시켰다.
1636년(인조 14년) 병자호란 때에는 금군장으로서 광주 남한산성(南漢山城)으로 왕을 호종하였다. 남한산성 파천 후, 어영별장(御營別將)이 되어 성곽 남문을 지켰으며, 민심이 혼란에 빠졌다.
12월 19일부터 12월 23일까지 조선군은 성밖으로 나가 기습작전을 벌이는 등 소소한 전투를 계속 치렀다. 총융사(摠戎使) 구굉(具宏)과 어영별장(御營別將) 이기축(李起築) 등이 출전하여 전후로 청군 100여명을 죽였다. 23일에는 어영군이 청군의 수급을 가져와 성 안에 높이 매달기도 했다. 사람들은 환호했다. 그해 12월 21일에 그는 다시 선봉장으로 자원 출정하여 적군을 생포하고, 10여 급의 청나라 군의 목을 베어 가지고 돌아와 성안의 민심을 일부 안정시켰다. 그 공으로 1637년 다시 한성으로 돌아온 후 특별히 가선(嘉善)으로 품계가 오르고 완성군(完成君)에 봉군되었다. 그 뒤 완성군에서 다시 완계군(完溪君)으로 개봉되었다. 
1637년(인조 15) 1월 19일 밤 청나라군이 동성으로 쳐들어오자 성이 거의 함락지경에 이르렀다. 이 때 이기축은 어가를 모시고 장경사(長慶寺)까지 인조와 왕실을 호위했으며 장경사까지 따라온 청나라군사를 사력을 다하여 정신독전(挺身督戰) 끝에 청나라 추격대를 물리치고, 나머지는 따돌려 인조 일가를 보호하였다. 이후 그는 인조가 1638년 항복을 결정하고 내려올 때까지 낮과 숙직근무 외에도 밤에도 성곽을 지켰다. 
1637년(인조 15) 인조가 항복, 정축하성 이후 청나라와의 조청화약(朝淸和約)이 체결되고 그해 4월 소현세자 내외와 봉림대군 등이 청나라에 인질로 가게 되자, 무재(武宰)에 임명되어 소현세자를 호종의 명을 받고 심양(瀋陽)으로 갔다. 그러나 1637년 3월 4일 소현세자는 좌부승지 한흥일을 시켜 '무재(武宰)의 직임은 일행을 검칙하는 것인데 이기축(李起築)은 서얼이기 때문에 호령을 세울 수 없다(武宰之任, 檢飭一行 而李起築以庶孽之故 不得號令)'며 '이 사람을 데려가면 단지 원역(員役)만 늘릴 것이니 이 사람을 돌려보내고 일행을 검칙하는 일은 신해(申垓)에게 맡기는 것이 편하고 마땅할 듯하다. 승지가 조정에 돌아가 여쭙도록 하라.(此人帶去 則只增員役, 還送此人 檢飭一行, 則使申垓爲之 似爲便當 承旨歸稟朝廷云矣)'고 인조에게 고하기도 했다.
처음에는 소현세자의 반대로 수행원에서 취소되고  그해 8월 별장(別將)에 임명되고 다시 삼척첨사(三陟僉使)에 임명되었다가, 뒤늦게 다시 소현세자를 호종의 명을 받고 심양(瀋陽)으로 갔다. 그리고 3년 뒤 신병을 이유로 돌아왔다. 귀국 직후 호위청 별장(別將)에 임명되었다가, 얼마 후 어머니는 연로했으나 자원해 삼척첨사(三陟僉使)로 나갔다.

### 은퇴와 최후
사촌 형 이서(李曙)가 죽은 뒤 항상 비감에 젖어 세상 일에 뜻을 잃고 무상함을 느끼다가 얼마 뒤 관직에서 물러나 양주 별비면 송산(松山)에다 집을 짓고 송산병사라 하였다. 그는 재물 욕심이 없었는데 사람들이 그가 가산(家産)을 돌보아 자손을 위하는 계책을 하라고 권하자 그는 사양하였다.“나는 미천한 사람으로 만 번 죽을 뻔하다가 살아나서 나라의 후한 은혜를 입어 2품에 이른 것도 분에 넘치는데, 여기에다가 무엇을 더 바라겠는가? 만약 내 자손들이 어질다면 비록 산업이 없더라도 스스로 살아갈 것이요 어질지 못하다면 장차 세업(世業)을 지키지 못할 것이니, 무슨 도움이 되겠는가?”라며 자손을 위해 1묘(畝)의 땅도 경영하지 않았고, 부패혐의에 연루되지 않았다. 또한 공신에 녹훈된 뒤 받은 사패(賜牌) 전민(田民) 역시 모두 버리고 받지 않아 녹봉 이외에는 살림이 쓸쓸하였는데, 날마다 친지 일가들과 술을 마시며 스스로 한가롭게 지냈다.
한편 그는 이복 누나였던 전주이씨의 여종 1명과 사통하였는데, 가난하여 속전을 낼 수 없게 되자 이복누나 이씨는 가지고 있던 노비문서를 주었다 한다. 이는 허목이 지은 이경항 묘갈명에 나타난 것으로, 국조인물고와 미수기언에 실려 있다. 이 이복누나의 노비 출신 첩이 그의 두 서자를 낳아준 첩인지는 불확실하다.
1642년(인조 20)에는 장단부사(長湍府使)에 제수되었으나 어머니의 병 때문에 사양하였다. 인품이 기개가 있고 의협심이 강하며 비범한 점이 있었다 한다.  1644년(인조 22년) 2월 10일 모친상을 당하였고 3년상을 하던 중 병을 얻어, 1645년 6월 29일(음력 6월 6일)에 병이 위중해져 양주군 별비면 송산병사(松山丙舍)에서 체력저하로 인한 병과 술병 등으로 사망했다. 사후 입관 전에 인조가 특별히 증(贈) 자헌대부 한성부 판윤 겸 오위도총부도총관(資憲大夫漢城府判尹兼五衛都摠府都摠管)을 추증하였으며, 불천지위를 내렸다.

### 사후
왕조실록, 승정원일기, 일성록 등에는 그의 졸기는 실리지 않았다. 경기도 양주군 내동면 고산리 송산(현, 경기도 의정부시 고산동 산 52-1 송산) 선영 측면 인좌 신향(寅坐 申向), 고산동 구성마을 부락에 안장되었고, 석물과 혼유석이 있다. 그의 묘소 오른쪽 측면에는 조부 이간, 백부 이경록, 사촌 형 이서의 묘소가 있고, 더 안쪽에는 5대조 운림도정 내외의 묘소와 6대 선외조부 배천군수 정종우 일가의 묘가 있으며, 서북쪽에는 고조부 파성군 철동 내외의 묘소가 있다. 
그의 사당인 부조묘는 경기도 광주군 중부면 상사창(현, 하남시 상사창동 286번지) 남한산성 근처에 세워졌다.
숙종대까지 그의 처 우씨가 생존해 있어 숙종은 우씨에게 매달 말 쌀 20석, 콩 10석을 특별히 내려주었다. 숙종 때 명곡 최석정(明谷 崔錫鼎)이 그에게 시호를 내릴 것을 청하는 시장(諡狀)을 상소하였고 1723년(경종 3년) 조태억(趙泰億)이 시장(諡狀) 상소를 올려, 뒤에 양의(襄毅)의 시호가 추증되었다. 1727년(영조 3) 2월 3일 경기도의 유학(幼學) 안태주(安泰柱)가 그의 포상과 증직 및 후손의 임용을 상소하기도 했다.
후일 부인 단양우씨가 합장됐는데, 그의 묘소는 어떤 이유였는지 오랫동안 돌보는 이 없다가 1900년(광무 2년) 고종의 특별 지시로 9대손 필의(必儀)를 찾아 그의 묘소를 돌보고 제사를 봉사(奉祀)하도록 명하였다.

## 가족 관계
정조 때의 문인 이옥(李鈺)은 그의 4대손이었다. 아들 이만수와 이만림은 모두 무과에 급제하였고, 그의 서자 이만영과 이만정은 아들 이만림 보다도 연상이었다.
그의 아들 이만실에 대한 기록은 없고 다만 가선부 완림군에 봉해진 것이 나타난다. 1689년 1월 29일에 그가 죽자 '승습 완림군(完林君) 이만실(李萬實)이 졸서하여 조제․치부를 법례대로 거행할 것을 청한다'는 내용이 상장등록(喪葬謄錄)에 간략하게 실려 있다. 19공신 회맹록에도 선략장군 행충좌위부사정(宣略將軍 行忠佐衛副司正)을 지낸 기사가 등장할 뿐, 이만실에 대한 기록은 나타나지 않고 있다.
- 할아버지 : 이간(李幹, 1527년(?) 3월 6일 ~ 1598년 3월 3일)
- 할머니 :  경주김씨
- 할머니 : 인동장씨, 영의정 장순손의 증손 사헌부감찰 장경량(張景良)의 딸, 아버지 이경유의 생모
- 아버지 : 이경유(李慶裕, 1560년 8월 26일 - 1620년 11월 17일)
- 어머니 : 연일정씨(延日鄭氏) 정희석(延錫禧)의 딸, 자녀 없음, 아버지 이경유의 첫째 정실
- 어머니 : 죽산박씨(竹山朴氏) 병절교위(秉節校尉) 박문좌(朴文佐)의 딸, 아버지 이경유의 둘째 정실
  - 이복 형 : 이정(李日+丁, 요절)
  - 이복 누나 : 이씨
- 어머니 : 장흥고씨(長興高氏), 옥구현감 고언명(高彦命)의 서녀(? - 1644년 2월 10일)
  - 친형(?) : 이기집(李起集, 일찍 사망한 것으로 추정)
  - 동생 : 이상(李㫾, 1604년 - ?)
- 부인 : 단양우씨(丹陽禹氏, 1605년 - 1698년 11월 16일), 절충장군 증 판결사 우종남(禹終男)의 딸, 강원도 춘천 출신
  - 아들 : 이만실(李萬實, ? ~ 1689년 1월 29일[7]), 가선대부 완림군(完林君)
  - 아들 : 이만식(李萬植, 1624년 ~ 1679년 8월 27일)
  - 아들 : 이만수(李萬樹, 1627년 ~ 1728년), 무과에 급제
  - 아들 : 이만림(李萬林, 1633년 ∼ 1712년 9월 27일), 무과에 급제
  - 딸 : 전주이씨
  - 사위 : 장상주(張相周), 참봉 역임
- 첩 : 이름 미상
  - 서자 : 이만영(李萬英)
  - 서자 : 이만정(李萬挺)
- 첩 : 동정월 정씨(洞庭月 鄭氏), 평양 기생 또는 공주군 향리(鄕吏)의 딸, 충남 공주 출신
- 첩 : 이름 미상, 노비 출신
  - 얼녀 : 전주이씨
  - 얼사위 : 무생(戊生)
- 외할아버지 : 고언명(高彦命)

## 관련 작품

### 드라마
- 《왕의 여자》(SBS, 2003년~2004년, 배우:이두일)

## 기타
인품이 기개가 있고 의협심이 강하며 비범한 점이 있었다 한다. 그는 1623년 인조반정 직후까지 아명인 기축(己丑)을 이름으로 사용하다가 인조가 특별히 이름을 지어주어 기축(起築)이라 하였다. 야사에 의하면 이기축은 기축년에 났다 하여 기축이라 할 정도의 천민으로 그의 부인 집의 노비였는데 예지력이 있던 그의  부인이 그와의 혼인을 고집해 결국 처가에서 그와 같이 쫓겨나 주막집을 차려 반정세력을 단골로 만든 다음 남편으로 하여금 합세하게 하여 반정에서 공을 세움으로써 영달하게 하였다는 이야기가 전한다. 드라마 왕의 여자의 이기축 장군의 일화는 그 야사를 참고한 픽션이다.
1697년(숙종 23년)까지 살아있던 그의 부인은 90세가 넘은 고령이었으므로 그해 3월 예조판서(禮曹判書) 신완(申琓)의 건의로 특별히 남편의 계급을 뛰어넘어 정경부인으로 봉작되었다. 이를 두고 부인에게 노인직으로 첩지를 내리면 남편에게도 1품 벼슬을 추증해야 된다는 반론이 나왔으나, 숙종의 특별지시로 그와 상관 없이 특별히 정경부인이 되었다.

## 같이 보기
| - 인조반정 - 정묘호란 - 이괄의 난 - 이서 - 이경유 - 이경록 - 이귀 - 이경항 - 채유후 - 김세렴 - 김류 - 이귀 - 고맹영 | - 병자호란 - 정축하성 - 고경명 - 고종후 - 소현세자 - 조선의 공신 - 이간 - 장유 - 김자점 - 이만림 - 이옥 |

## 참고 문헌
- 국조인물고
- 국조방목
- 초목필지